# Esteban Gutiérrez
Esteban Manuel Gutiérrez (ur. 5 sierpnia 1991 w Monterrey) – meksykański kierowca wyścigowy. Od 2018 związany z Mercedesem AMG Petronas jako kierowca rozwojowy w symulatorze, a od 2022 z Inter Europol Competition jako kierowca wyścigowy.

## Życiorys

### Karting i niższe serie
W 2006 wygrał w Północno Meksykańskim Rotax Max Challenge. W grudniu 2006 testował w zespole Dynamic Motorsport w Formule Renault 2000.
W 2007 przeszedł do Formuły BMW USA do zespołu Team Autotecnica w samochodzie Mygale FB02 (BMW K1200RS). Na koniec sezonu został okrzyknięty debiutantem roku zajmując 2. miejsce w generalnej klasyfikacji z dorobkiem 436 punktów, 4 zwycięstw, 8 miejsc na podium, 9 pole position i 2 najszybszych okrążeń.
Rok później startował w zespole Josef Kaufmann Racing w Europejskiej Formule BMW, gdzie jeżdżąc w Mygale FB02 (BMW K1200RS) został mistrzem. Zdobył 353 punktów w 16 wyścigach, zwyciężając w 7, zajął 12 miejsc na podium, 3 razy osiągnął pole position i 9 razy najlepszy czas. W finale Formuły BMW na torze w Meksyku startował z pole position, ale zajął 3. miejsce.

### Formuła Masters i Formuła 3
Pod koniec sezonu wystartował jeszcze Dallarą F307 (OPC–Challenge) w Niemieckiej Formule 3. W Międzynarodowej Formule Master w samochodzie Formula S2000 z silnikiem Hondy w zespole Trident Racing wystartował w dwóch wyścigach. W swoim pierwszym wyścigu na torze Imola zdobył 3. miejsce wyprzedzając wielu bardziej doświadczonych kierowców takich jak Michael Ammermüller (który zaliczył starty w GP2) czy Harald Schlegelmilch.
W 2009 sezon Formuły 3 Euro Series rozpoczął za kierownicą Dallary F308 z silnikiem Mercedesa w zespole ART Grand Prix.

### Formuła 1

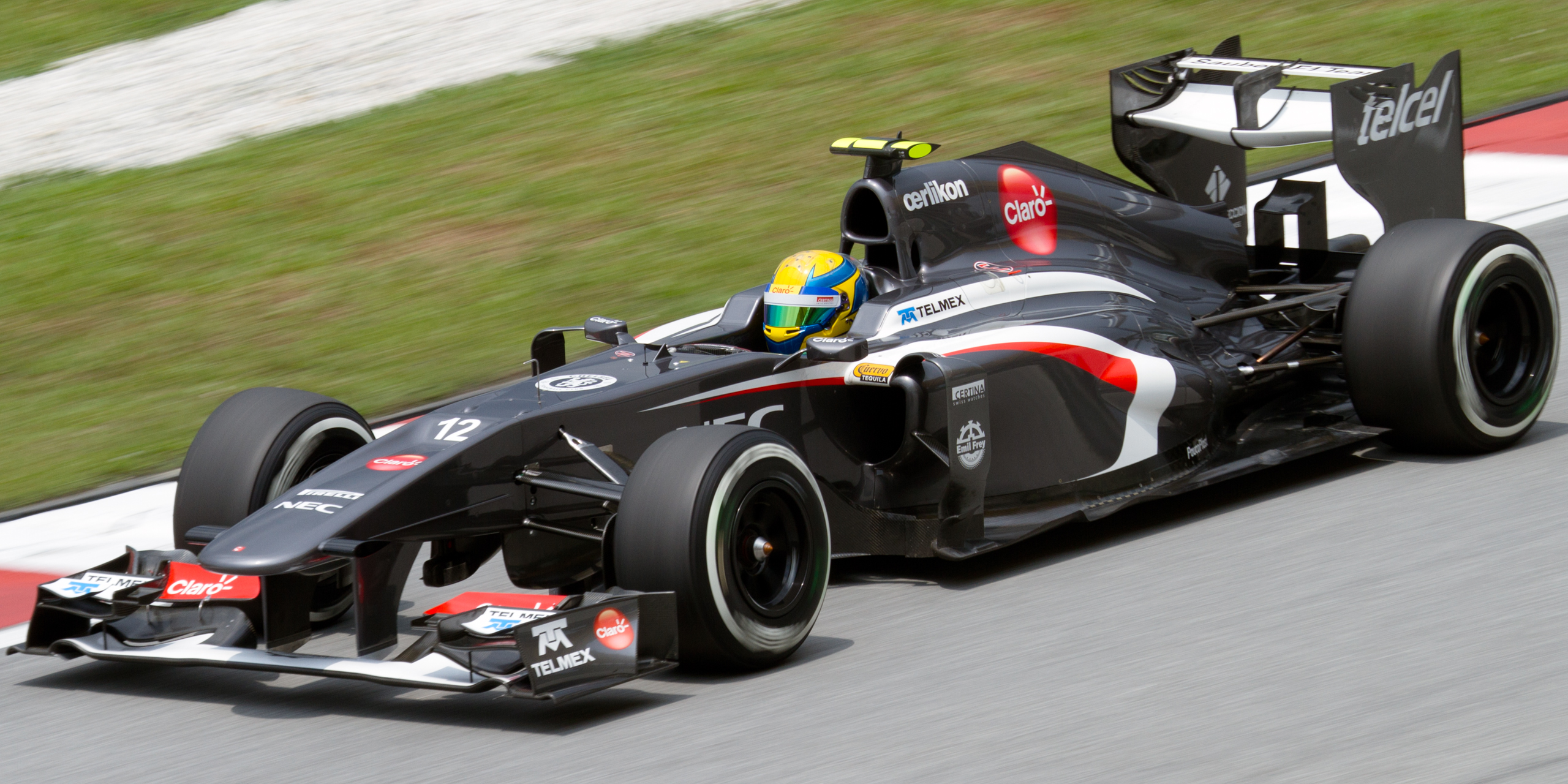
Esteban Gutiérrez podczas Grand Prix Malezji w bolidzie Sauber C32 (2013)

Od sezonu 2010 pełnił rolę kierowcy rezerwowego w zespole Sauber. 23 listopada 2012 roku zespół Sauber ogłosił, że zostanie on pełnoetatowym kierowcą teamu od sezonu 2013, wchodząc na miejsce Kamui Kobayashiego. Jego kolegą z zespołu będzie Nico Hülkenberg, którego przyjęcie ogłoszono krótko po tym, gdy podano do oficjalnej wiadomości, że rodak Estebana, Sergio Pérez, od sezonu 2013 będzie się ścigał dla teamu McLaren. W przeciągu sezonu spisywał się gorzej niż jego partner, plasując się regularnie poza czołową dziesiątką. Pierwszym udanym występem było Grand Prix Hiszpanii, kiedy to zajął jedenaste miejsce wykręcając jednocześnie najszybsze okrążenie. Pierwsze punkty zdobył w Japonii, gdzie ukończył wyścig na siódmej pozycji. W klasyfikacji generalnej został sklasyfikowany na szesnastym miejscu.
Na sezon 2014 Meksykanin przedłużył kontrakt ze szwajcarską ekipą. Tym razem jednak miał nowego partnera zespołowego – Adriana Sutila. Przez większą część sezonu utrzymywał tempo Niemca. Jednak w odróżnieniu od niego ani raz nie zdołał się zbliżyć do punktującej dziesiątki. Jego najlepszym wynikiem w sezonie była dwunasta pozycji podczas wyścigu o Grand Prix Australii. Zespół Sauber nie zdecydował się na przedłużenie z nim kontraktu na sezon 2015.
W 2016 został zaprezentowany jako kierowca wyścigowy zespołu Haas F1. Gutiérrez w ciągu całego sezonu nie zdobył ani jednego punktu i został sklasyfikowany na 21. pozycji w klasyfikacji generalnej kierowców. Jego najlepszym wynikiem była 11 lokata, którą zdobył w trakcie sezonu pięciokrotnie. W listopadzie 2016 poinformował za pośrednictwem mediów społecznościowych o opuszczeniu amerykańskiego zespołu wyścigowego. W tym samym miesiącu zespół Haas F1 poinformował, że jego miejsce zajmie Kevin Magnussen.
W 2018 Gutiérrez został kierowcą testowym i rozwojowym dla zespołu Mercedes AMG Petronas

## Wyniki

### Formuła 1
| Legenda oznaczeń w tabelach wyników Wyświetl szablon na nowej stronie | Legenda oznaczeń w tabelach wyników Wyświetl szablon na nowej stronie                                                                     |
| Oznaczenie                                                            | Wyjaśnienie |
| --------------------------------------------------------------------- | --- |
| Złoty                                                                 | Zwycięzca lub mistrzostwo |
| Srebrny                                                               | 2. miejsce lub wicemistrzostwo |
| Brązowy                                                               | 3. miejsce lub II wicemistrzostwo |
| Zielony                                                               | Ukończył, punktował (w klasyfikacji generalnej, gdy zdobył co najmniej jeden punkt na przestrzeni sezonu, poza trzema powyższymi opcjami) |
| Niebieski                                                             | Ukończył, nie punktował (w klasyfikacji generalnej, gdy nie zdobył co najmniej jednego punktu na przestrzeni sezonu)                      |
| Czerwony                                                              | Nie zakwalifikował się (NZ) |
| Czerwony                                                              | Nie prekwalifikował się (NPK) |
| Różowy                                                                | Nie ukończył (NU) |
| Różowy                                                                | Niesklasyfikowany (NS) (w klasyfikacji generalnej, gdy nie został sklasyfikowany w żadnym wyścigu sezonu)                                 |
| Czarny                                                                | Zdyskwalifikowany (DK) |
| Czarny                                                                | Wykluczony (WYK/EX) |
| Biały                                                                 | Nie wystartował (NW) |
| Biały                                                                 | Kontuzjowany (K/INJ) |
| Biały                                                                 | Wyścig odwołany (OD/C) |
| Bez koloru                                                            | Został wycofany (WYC/WD) |
| Bez koloru                                                            | Nie przybył (NP/DNA) |
| Bez koloru                                                            | Nie brał udziału w treningach (NT/DNP) |
| Bez koloru                                                            | Nie został zgłoszony (–) |
| Pogrubienie                                                           | Start z pole position |
| Kursywa                                                               | Najszybsze okrążenie wyścigu |
| †                                                                     | Nie ukończył, ale jego rezultat został zaliczony ze względu na przejechanie więcej niż 90% dystansu wyścigu.                              |
| *                                                                     | Sezon w trakcie |
| 1/2/3                                                                 | Punktowana pozycja w sprincie kwalifikacyjnym                                                                                             |
| Lista systemów punktacji Formuły 1                                    | |

| Rok  | Zespół         | Samochód   | Silnik                | Wyniki w poszczególnych eliminacjach | Wyniki w poszczególnych eliminacjach | Wyniki w poszczególnych eliminacjach | Wyniki w poszczególnych eliminacjach | Wyniki w poszczególnych eliminacjach | Wyniki w poszczególnych eliminacjach | Wyniki w poszczególnych eliminacjach | Wyniki w poszczególnych eliminacjach | Wyniki w poszczególnych eliminacjach | Wyniki w poszczególnych eliminacjach | Wyniki w poszczególnych eliminacjach | Wyniki w poszczególnych eliminacjach | Wyniki w poszczególnych eliminacjach | Wyniki w poszczególnych eliminacjach | Wyniki w poszczególnych eliminacjach | Wyniki w poszczególnych eliminacjach | Wyniki w poszczególnych eliminacjach | Wyniki w poszczególnych eliminacjach | Wyniki w poszczególnych eliminacjach | Wyniki w poszczególnych eliminacjach | Wyniki w poszczególnych eliminacjach | Punkty | Pozycja |
| ---- | -------------- | ---------- | --------------------- | ------------------------------------ | ------------------------------------ | ------------------------------------ | ------------------------------------ | ------------------------------------ | ------------------------------------ | ------------------------------------ | ------------------------------------ | ------------------------------------ | ------------------------------------ | ------------------------------------ | ------------------------------------ | ------------------------------------ | ------------------------------------ | ------------------------------------ | ------------------------------------ | ------------------------------------ | ------------------------------------ | ------------------------------------ | ------------------------------------ | ------------------------------------ | ------ | ------- |
| 2013 | Sauber F1 Team | Sauber C32 | Ferrari 056 2,4l V8   | AUS                                  | MAL                                  | CHN                                  | BHR                                  | ESP                                  | MON                                  | KAN                                  | GBR                                  | DEU                                  | HUN                                  | BEL                                  | ITA                                  | SIN                                  | KOR                                  | JPN                                  | IND                                  | ABU                                  | USA                                  | BRA                                  |                                      |                                      | 6      | 16      |
| 2013 | Sauber F1 Team | Sauber C32 | Ferrari 056 2,4l V8   | 13                                   | 12                                   | NU                                   | 18                                   | 11                                   | 13                                   | 20†                                  | 14                                   | 14                                   | NU                                   | 14                                   | 13                                   | 12                                   | 11                                   | 7                                    | 15                                   | 13                                   | 13                                   | 12                                   |                                      |                                      | 6      | 16      |
| 2014 | Sauber F1 Team | Sauber C33 | Ferrari 059/3 1.6T V6 | AUS                                  | MAL                                  | BHR                                  | CHN                                  | ESP                                  | MON                                  | KAN                                  | AUT                                  | GBR                                  | DEU                                  | HUN                                  | BEL                                  | ITA                                  | SIN                                  | JPN                                  | RUS                                  | USA                                  | BRA                                  | ABU                                  |                                      |                                      | 0      | 20      |
| 2014 | Sauber F1 Team | Sauber C33 | Ferrari 059/3 1.6T V6 | 12                                   | NU                                   | NU                                   | 16                                   | 16                                   | NU                                   | 14†                                  | 19                                   | NU                                   | 14                                   | NU                                   | 15                                   | 20                                   | NU                                   | 13                                   | 15                                   | 14                                   | 14                                   | 15                                   |                                      |                                      | 0      | 20      |
| 2016 | Haas F1 Team   | Haas VF-16 | Ferrari 059/4 1.6T V6 | Australia                            | Bahrajn                              |                                      | Rosja                                | Hiszpania                            | Monako                               | Kanada                               | Unia Europejska                      | Austria                              | Wielka Brytania                      | Węgry                                | Niemcy                               | Belgia                               | Włochy                               | Singapur                             | Malezja                              | Japonia                              | Stany Zjednoczone                    | Meksyk                               | Brazylia                             |                                      | 0      | 21      |
| 2016 | Haas F1 Team   | Haas VF-16 | Ferrari 059/4 1.6T V6 | NU                                   | NU                                   | 14                                   | 17                                   | 11                                   | 11                                   | 13                                   | 16                                   | 11                                   | 16                                   | 13                                   | 11                                   | 12                                   | 13                                   | 11                                   | NU                                   | 20                                   | NU                                   | 19                                   | NU                                   | 12                                   | 0      | 21      |

### GP2
| Legenda oznaczeń w tabelach wyników Wyświetl szablon na nowej stronie | Legenda oznaczeń w tabelach wyników Wyświetl szablon na nowej stronie                                                                     |
| Oznaczenie                                                            | Wyjaśnienie |
| --------------------------------------------------------------------- | --- |
| Złoty                                                                 | Zwycięzca lub mistrzostwo |
| Srebrny                                                               | 2. miejsce lub wicemistrzostwo |
| Brązowy                                                               | 3. miejsce lub II wicemistrzostwo |
| Zielony                                                               | Ukończył, punktował (w klasyfikacji generalnej, gdy zdobył co najmniej jeden punkt na przestrzeni sezonu, poza trzema powyższymi opcjami) |
| Niebieski                                                             | Ukończył, nie punktował (w klasyfikacji generalnej, gdy nie zdobył co najmniej jednego punktu na przestrzeni sezonu)                      |
| Czerwony                                                              | Nie zakwalifikował się (NZ) |
| Czerwony                                                              | Nie prekwalifikował się (NPK) |
| Różowy                                                                | Nie ukończył (NU) |
| Różowy                                                                | Niesklasyfikowany (NS) (w klasyfikacji generalnej, gdy nie został sklasyfikowany w żadnym wyścigu sezonu)                                 |
| Czarny                                                                | Zdyskwalifikowany (DK) |
| Czarny                                                                | Wykluczony (WYK/EX) |
| Biały                                                                 | Nie wystartował (NW) |
| Biały                                                                 | Kontuzjowany (K/INJ) |
| Biały                                                                 | Wyścig odwołany (OD/C) |
| Bez koloru                                                            | Został wycofany (WYC/WD) |
| Bez koloru                                                            | Nie przybył (NP/DNA) |
| Bez koloru                                                            | Nie brał udziału w treningach (NT/DNP) |
| Bez koloru                                                            | Nie został zgłoszony (–) |
| Pogrubienie                                                           | Start z pole position |
| Kursywa                                                               | Najszybsze okrążenie wyścigu |
| †                                                                     | Nie ukończył, ale jego rezultat został zaliczony ze względu na przejechanie więcej niż 90% dystansu wyścigu.                              |
| *                                                                     | Sezon w trakcie |
| 1/2/3                                                                 | Punktowana pozycja w sprincie kwalifikacyjnym                                                                                             |
| Lista systemów punktacji Formuły 1                                    | |

| Rok  | Zespół    | Wyniki w poszczególnych eliminacjach | Wyniki w poszczególnych eliminacjach | Wyniki w poszczególnych eliminacjach | Wyniki w poszczególnych eliminacjach | Wyniki w poszczególnych eliminacjach | Wyniki w poszczególnych eliminacjach | Wyniki w poszczególnych eliminacjach | Wyniki w poszczególnych eliminacjach | Wyniki w poszczególnych eliminacjach | Wyniki w poszczególnych eliminacjach | Wyniki w poszczególnych eliminacjach | Wyniki w poszczególnych eliminacjach | Wyniki w poszczególnych eliminacjach | Wyniki w poszczególnych eliminacjach | Wyniki w poszczególnych eliminacjach | Wyniki w poszczególnych eliminacjach | Wyniki w poszczególnych eliminacjach | Wyniki w poszczególnych eliminacjach | Wyniki w poszczególnych eliminacjach | Wyniki w poszczególnych eliminacjach | Wyniki w poszczególnych eliminacjach | Wyniki w poszczególnych eliminacjach | Wyniki w poszczególnych eliminacjach | Wyniki w poszczególnych eliminacjach | Punkty | Pozycja |
| ---- | --------- | ------------------------------------ | ------------------------------------ | ------------------------------------ | ------------------------------------ | ------------------------------------ | ------------------------------------ | ------------------------------------ | ------------------------------------ | ------------------------------------ | ------------------------------------ | ------------------------------------ | ------------------------------------ | ------------------------------------ | ------------------------------------ | ------------------------------------ | ------------------------------------ | ------------------------------------ | ------------------------------------ | ------------------------------------ | ------------------------------------ | ------------------------------------ | ------------------------------------ | ------------------------------------ | ------------------------------------ | ------ | ------- |
| 2011 | Lotus ART | TUR                                  | TUR                                  | ESP                                  | ESP                                  | MON                                  | MON                                  | VAL                                  | VAL                                  | GBR                                  | GBR                                  | DEU                                  | DEU                                  | HUN                                  | HUN                                  | BEL                                  | BEL                                  | ITA                                  | ITA                                  |                                      |                                      |                                      |                                      |                                      |                                      | 14     | 13      |
| 2011 | Lotus ART | NU                                   | 11                                   | NU                                   | 12                                   | 12                                   | NU                                   | 7                                    | 1                                    | 11                                   | 8                                    | 13                                   | NU                                   | NU                                   | 2                                    | 14                                   | 7                                    | 9                                    | 6                                    |                                      |                                      |                                      |                                      |                                      |                                      | 14     | 13      |
| 2012 | Lotus GP  | MAL                                  | MAL                                  | BHR                                  | BHR                                  | BHR                                  | BHR                                  | ESP                                  | ESP                                  | MON                                  | MON                                  | VAL                                  | VAL                                  | GBR                                  | GBR                                  | DEU                                  | DEU                                  | HUN                                  | HUN                                  | BEL                                  | BEL                                  | ITA                                  | ITA                                  | SIN                                  | SIN                                  | 176    | 3       |
| 2012 | Lotus GP  | 7                                    | 2                                    | 3                                    | 2                                    | 10                                   | 4                                    | 10                                   | 7                                    | 23†                                  | 8                                    | 1                                    | NU                                   | 1                                    | 4                                    | 10                                   | 5                                    | 8                                    | 1                                    | 11                                   | 13                                   | 9                                    | NU                                   | 2                                    | 6                                    | 176    | 3       |

### Azjatycka Seria GP2
| Legenda oznaczeń w tabelach wyników Wyświetl szablon na nowej stronie | Legenda oznaczeń w tabelach wyników Wyświetl szablon na nowej stronie                                                                     |
| Oznaczenie                                                            | Wyjaśnienie |
| --------------------------------------------------------------------- | --- |
| Złoty                                                                 | Zwycięzca lub mistrzostwo |
| Srebrny                                                               | 2. miejsce lub wicemistrzostwo |
| Brązowy                                                               | 3. miejsce lub II wicemistrzostwo |
| Zielony                                                               | Ukończył, punktował (w klasyfikacji generalnej, gdy zdobył co najmniej jeden punkt na przestrzeni sezonu, poza trzema powyższymi opcjami) |
| Niebieski                                                             | Ukończył, nie punktował (w klasyfikacji generalnej, gdy nie zdobył co najmniej jednego punktu na przestrzeni sezonu)                      |
| Czerwony                                                              | Nie zakwalifikował się (NZ) |
| Czerwony                                                              | Nie prekwalifikował się (NPK) |
| Różowy                                                                | Nie ukończył (NU) |
| Różowy                                                                | Niesklasyfikowany (NS) (w klasyfikacji generalnej, gdy nie został sklasyfikowany w żadnym wyścigu sezonu)                                 |
| Czarny                                                                | Zdyskwalifikowany (DK) |
| Czarny                                                                | Wykluczony (WYK/EX) |
| Biały                                                                 | Nie wystartował (NW) |
| Biały                                                                 | Kontuzjowany (K/INJ) |
| Biały                                                                 | Wyścig odwołany (OD/C) |
| Bez koloru                                                            | Został wycofany (WYC/WD) |
| Bez koloru                                                            | Nie przybył (NP/DNA) |
| Bez koloru                                                            | Nie brał udziału w treningach (NT/DNP) |
| Bez koloru                                                            | Nie został zgłoszony (–) |
| Pogrubienie                                                           | Start z pole position |
| Kursywa                                                               | Najszybsze okrążenie wyścigu |
| †                                                                     | Nie ukończył, ale jego rezultat został zaliczony ze względu na przejechanie więcej niż 90% dystansu wyścigu.                              |
| *                                                                     | Sezon w trakcie |
| 1/2/3                                                                 | Punktowana pozycja w sprincie kwalifikacyjnym                                                                                             |
| Lista systemów punktacji Formuły 1                                    | |

| Rok  | Zespół    | Wyniki w eliminacjach | Wyniki w eliminacjach | Wyniki w eliminacjach | Wyniki w eliminacjach | Punkty | Pozycja |
| ---- | --------- | --------------------- | --------------------- | --------------------- | --------------------- | ------ | ------- |
| 2011 | Lotus ART | ARE                   | ARE                   | ITA                   | ITA                   | 3      | 11      |
| 2011 | Lotus ART | NU                    | 12                    | 11                    | 4                     | 3      | 11      |

### GP3
| Legenda oznaczeń w tabelach wyników Wyświetl szablon na nowej stronie | Legenda oznaczeń w tabelach wyników Wyświetl szablon na nowej stronie                                                                     |
| Oznaczenie                                                            | Wyjaśnienie |
| --------------------------------------------------------------------- | --- |
| Złoty                                                                 | Zwycięzca lub mistrzostwo |
| Srebrny                                                               | 2. miejsce lub wicemistrzostwo |
| Brązowy                                                               | 3. miejsce lub II wicemistrzostwo |
| Zielony                                                               | Ukończył, punktował (w klasyfikacji generalnej, gdy zdobył co najmniej jeden punkt na przestrzeni sezonu, poza trzema powyższymi opcjami) |
| Niebieski                                                             | Ukończył, nie punktował (w klasyfikacji generalnej, gdy nie zdobył co najmniej jednego punktu na przestrzeni sezonu)                      |
| Czerwony                                                              | Nie zakwalifikował się (NZ) |
| Czerwony                                                              | Nie prekwalifikował się (NPK) |
| Różowy                                                                | Nie ukończył (NU) |
| Różowy                                                                | Niesklasyfikowany (NS) (w klasyfikacji generalnej, gdy nie został sklasyfikowany w żadnym wyścigu sezonu)                                 |
| Czarny                                                                | Zdyskwalifikowany (DK) |
| Czarny                                                                | Wykluczony (WYK/EX) |
| Biały                                                                 | Nie wystartował (NW) |
| Biały                                                                 | Kontuzjowany (K/INJ) |
| Biały                                                                 | Wyścig odwołany (OD/C) |
| Bez koloru                                                            | Został wycofany (WYC/WD) |
| Bez koloru                                                            | Nie przybył (NP/DNA) |
| Bez koloru                                                            | Nie brał udziału w treningach (NT/DNP) |
| Bez koloru                                                            | Nie został zgłoszony (–) |
| Pogrubienie                                                           | Start z pole position |
| Kursywa                                                               | Najszybsze okrążenie wyścigu |
| †                                                                     | Nie ukończył, ale jego rezultat został zaliczony ze względu na przejechanie więcej niż 90% dystansu wyścigu.                              |
| *                                                                     | Sezon w trakcie |
| 1/2/3                                                                 | Punktowana pozycja w sprincie kwalifikacyjnym                                                                                             |
| Lista systemów punktacji Formuły 1                                    | |

| Rok  | Zespół         | Wyniki w poszczególnych eliminacjach | Wyniki w poszczególnych eliminacjach | Wyniki w poszczególnych eliminacjach | Wyniki w poszczególnych eliminacjach | Wyniki w poszczególnych eliminacjach | Wyniki w poszczególnych eliminacjach | Wyniki w poszczególnych eliminacjach | Wyniki w poszczególnych eliminacjach | Wyniki w poszczególnych eliminacjach | Wyniki w poszczególnych eliminacjach | Wyniki w poszczególnych eliminacjach | Wyniki w poszczególnych eliminacjach | Wyniki w poszczególnych eliminacjach | Wyniki w poszczególnych eliminacjach | Wyniki w poszczególnych eliminacjach | Wyniki w poszczególnych eliminacjach | Punkty | Pozycja |
| ---- | -------------- | ------------------------------------ | ------------------------------------ | ------------------------------------ | ------------------------------------ | ------------------------------------ | ------------------------------------ | ------------------------------------ | ------------------------------------ | ------------------------------------ | ------------------------------------ | ------------------------------------ | ------------------------------------ | ------------------------------------ | ------------------------------------ | ------------------------------------ | ------------------------------------ | ------ | ------- |
| 2010 | ART Grand Prix | ESP                                  | ESP                                  | TUR                                  | TUR                                  | VAL                                  | VAL                                  | GBR                                  | GBR                                  | DEU                                  | DEU                                  | HUN                                  | HUN                                  | BEL                                  | BEL                                  | ITA                                  | ITA                                  | 88     | 1       |
| 2010 | ART Grand Prix | 3                                    | 3                                    | 1                                    | 7                                    | 1                                    | 7                                    | 1                                    | 3                                    | 4                                    | 1                                    | 2                                    | 5                                    | 16                                   | 7                                    | 1                                    | NU                                   | 88     | 1       |